# Analytic Network Process
Der Begriff Analytic Network Process bzw. Analytischer Netzwerkprozess (ANP) bezeichnet eine Technik zur Lösung von mehrkriteriellen Entscheidungsproblemen unter Sicherheit und zur Durchführung von Prognosen. Situationen, in denen der ANP angewendet werden kann, sind z. B. die Auswahl eines Autos zum Kauf oder die Prognose von Marktanteilen von Unternehmen.

## Allgemeine Beschreibung des ANP
Der ANP wurde von dem Mathematiker Thomas L. Saaty entwickelt und stellt eine Weiterentwicklung des Analytic Hierarchy Process (AHP) dar. Im Gegensatz zum AHP, bei dem die Kriterien hierarchisch angeordnet werden, ermöglicht der ANP die Erstellung von Entscheidungsnetzen. 

## Alternative Techniken zur Lösung mehrkriterieller Entscheidungsprobleme
- Nutzwertanalyse
- Analytic Hierarchy Process (AHP)
- TOPSIS (Technique for Order Preference by Similarity to Ideal Solution)